# Anders Colsefni
Anders Colsefni, artiestennaam van Andrew Rouw (Des Moines, Iowa, 15 april 1972), is een Amerikaans zanger en percussionist, vooral bekend als oud-lid van de band Slipknot.
Hij was van 1995 tot 1997 zanger van Slipknot, voordat Corey Taylor hem verving. In de tijd dat hij van Slipknot deel uitmaakte, maakte hij één (demo)album met de band, getiteld Mate.Feed.Kill.Repeat.